# Jugoslavija na Poletnih olimpijskih igrah 1964
Socialistično federativno republiko Jugoslavijo je na Poletnih olimpijskih igrah 1964 v Tokiu zastopalo šestinsedemdeset športnikov v devetih športih. Osvojili so dve zlati, eno srebrno in dve bronasti medalji.

## Medalje
| Medalja | Tekmovalec | Šport      | Disciplina                                 |
| ------- | --- | ---------- | ------------------------------------------ |
| 1       | Miroslav Cerar | Gimnastika | Moški konj z ročaji                        |
| 1       | Branislav Simić | Rokoborba  | Moški grško-rimski slog srednja kategorija |
| 2       | Ozren Bonačić Zoran Janković Milan Muškatirović Ante Nardeli Frane Nonković Vinko Rosić Mirko Sandić Zlatko Šimenc Božidar Stanišić Karlo Stipanić Ivo Trumbić | Vaterpolo  | Moški ekipno                               |
| 3       | Miroslav Cerar | Gimnastika | Moška bradlja                              |
| 3       | Branislav Martinović | Rokoborba  | Moški grško-rimski slog peresna kategorija |